# Cocorăștii Mislii
Cocorăștii Mislii là một xã thuộc hạt Prahova, România. Dân số thời điểm năm 2002 là 3472 người.